# Delaware
För andra betydelser, se Delaware (olika betydelser).
Delaware är en amerikansk delstat som ligger på Atlantkusten i regionen Mid-Atlantic i USA. Delstaten har fått sitt namn från Thomas West, 3:e baron De La Warr, en brittisk adelsman och Virginias första Engelska koloniala guvernör.
Delaware är beläget på nordöstra delen av Delmarvahalvön och är den näst minsta delstaten till ytan (efter Rhode Island). Uppskattningar år 2007 rankade Delaware som den 6:e minst folkrika delstaten i landet men på grund av den ringa ytan var den ändå på sjätte plats räknat i befolkningstäthet, och mer än 60 procent av invånarna bor i New Castle County. Delaware är indelat i tre countyn, från norr till söder är New Castle County, Kent och Sussex.
Delstaten rankas på andra plats i antal civila forskare och ingenjörer i procent av arbetskraften och antalet patent som utfärdas till företag eller personer per 1 000 anställda. Delawares ekonomiska och industriella utveckling är nära kopplad till inverkningarna av familjen Du Pont, grundare av EI du Pont de Nemours and Company, ett av världens största kemiföretag.
Innan dess kust först utforskades av européer på 1500-talet var Delaware bebodd av flera indianstammar, däribland Lenape i norr och Nanticoke i söder. Delstaten koloniserades ursprungligen av nederländska handelsmän vid Zwaanendael, nära den nuvarande staden Lewes år 1631. Delaware var en av de tretton kolonierna som deltog i den amerikanska revolutionen och den 7 december 1787 blev man den första delstaten att ratificera USA:s konstitution och därför blev man känd som The First State. Delstaten var (efter South Carolina) den näst sista att införa val av elektorer genom folkval, vilket skedde inför presidentvalet 1848.

## Historia
Delaware befolkades ursprungligen av indianer från stammen Lenni Lenape, som av koloniserande européer kallades Delaware. En av de första från Europa som besökte regionen var Henry Hudson som 1609 seglade genom Delaware Bay. Området koloniserades under 1600-talet i inbördes konkurrens av både svenskar (se Nya Sverige), holländare och britter. Den första holländska bosättningen var 1631 Zwaanendael. Den förstörddes två år senare av stammen Lenni Lenape. Större strider skedde mellan kolonialmarkterna 1654 vid det hölländska fortet Casimir (där senare staden New Castle uppkom), ett år senare vid Fort Christina och 1664 kring hela Delaware Bay. Staten är en av de ursprungliga tretton kolonier som bildade Amerikas Förenta Stater, och den första stat som ratificerade Förenta staternas konstitution (1787); Delaware kallas därför ”The First State”. Staten tillhörde de stater som tillät slaveri, men stod trots detta kvar i unionen under det amerikanska inbördeskriget.
Mellan åren 1638-1655 var Delaware en svensk koloni och gick under namnet Nya Sverige.

## Geografi
Delaware är den näst minsta staten i unionen. Dess yta är 5 328 km² och där bor 853 476 invånare (2006). Delstaten gränsar i väster och söder till Maryland samt i norr till Pennsylvania. I öster skiljs staten från New Jersey av Delawarefloden och -bukten.

### Städer
Delawares folkrikaste städer (2010) är:
1. Wilmington - 70 851 invånare
2. Dover, som är huvudstad - 36 047 invånare
3. Newark - 31 454 invånare
4. Middletown - 18 871 invånare
5. Smyrna - 10 023 invånare
6. Milford - 9 559 invånare
7. Seaford - 6 928 invånare
8. Georgetown - 6 422 invånare
9. Elsmere - 6 131 invånare

## Näringar
Delaware är känt för sina kemiindustrier, med bland andra företagen DuPont och W.L. Gore, samt Astra Zenecas amerikanska huvudkontor. 
Sedan delstaten införde nya skattelagar under 1980-talet har Delaware attraherat företag i finansbranschen, framför allt kreditkortsföretag som MBNA.
I söder är konservindustrin av vikt. Den får sina råvaror från jordbruket, som producerar frukt och grönsaker.
En stor del av USA:s företag (över hälften av de publika bolagen) är registrerade i Delaware, något som till stor del beror på Delawares rika företagskultur och dess duktiga företagsjurister. Väldigt få - nästan inga alls - av dessa företag har sitt säte i Delaware. Istället ligger sätet i andra delstater och man utnyttjar således bara Delawares bolagsrätt (bolagstvister avgörs där företaget är registrerat, varför de flesta bolagstvister avgörs i just Delawares domstolar). Genom en så kallad Franchise tax som alla amerikanska bolag betalar får Delaware in stora inkomster. Dessa inkomster utgör ca 20 % av delstatens totala inkomster.
Bland anledningarna till att så många företag väljer just Delaware är
- Stor effektivitet råder. Registreringar av företag tar som mest 48 timmar, vilket är extremt snabbt.
- Delawares jurister (advokater och domare) är bland de bästa i landet inom bolagsrättens område
- Lagarna är väldigt många och reglerar det mesta

Bland annat tack vare att så många företag är registrerade i Delaware är delstaten en av de rikare i USA.

## Kända personer födda i Delaware
- Valarie Allman, diskuskastare
- Annie Jump Cannon, astronom
- Donte DiVincenzo, basketspelare
- Eldridge R. Johnson, uppfinnare och företagare
- Teri Polo, skådespelare
- Mary Ann Shadd, abolitionist, journalist och advokat
- Elisabeth Shue, skådespelare